# Incoronazione Maringhi
L'Incoronazione della Vergine, nota anche come Incoronazione Maringhi, è una pala d'altare di Filippo Lippi, tempera su tavola (200x287 cm), realizzata tra il 1439 e il 1447 circa e conservata alla Galleria degli Uffizi di Firenze.

## Storia
Alla fine degli anni Trenta del Quattrocento Filippo Lippi aveva lasciato il convento del Carmine di Firenze per aprire una propria bottega di artista, ma, non avendo i mezzi per pagare assistenti ed apprendisti, lavorava pressoché da solo coi suoi due unici collaboratori abituali, Fra' Carnevale e Fra' Diamante, oltre a un ignoto "Piero di Lorenzo dipintore", forse il Maestro della Natività di Castello. I carpentieri della perduta cornice lignea furono Manno de' Cori e Domenico del Brilla.
La pala era stata voluta nelle ultime volontà del canonico di San Lorenzo e procuratore di Sant'Ambrogio Francesco Maringhi, che morendo nel 1441, aveva destinato i suoi averi per la realizzazione di una nuova pala per l'altare maggiore di Sant'Ambrogio. Si conservano le ricevute di pagamento per l'opera, datate dal 1439, quando si erano avuti i primi contatti col pittore, fino al 1447. Nel 1446 l'opera, quasi finita, venne trasferita dalla casa del pittore al monastero di Sant'Apollonia, dove veniva custodito il prezioso blu oltremare necessario a terminare il dipinto. Un anno dopo la pala veniva installata in Sant'Ambrogio.
L'opera doveva valorizzare sia il culto dell'Immacolata Concezione, a cui le monache di Sant'Ambrogio si erano votate seguendo l'esempio del fondatore san Benedetto e del titolare della chiesa sant'Ambrogio, sia quello del Miracolo eucaristico di Firenze, avvenuto proprio in Sant'Ambrogio nel 1230: proprio in quegli anni infatti questa tradizione veniva rinsaldata con la fondazione della Confraternita del Corpus Domini.
Anche per questa opera il Lippi dovette avvalersi di sei maestri esterni per le fasi finali, compresa la cornice intagliata e dorata, che oggi è andata perduta. Anticamente la pala era dotata anche di predella, che fu smembrata ed oggi è perduta, a parte un pannello con il Miracolo di sant'Ambrogio dei Musei Statali di Berlino.
Per l'opera, Lippi ricevette sei volte la somma avuta per la Pala Barbadori, dipinta qualche anno prima, perché l’Incoronazione conteneva figure in numero quintuplo; il fatto è una chiara conferma di quanto, a quest'altezza cronologica, nel sistema di valutazione delle opere d'arte e di pagamento degli artisti si seguissero ancora norme valide per i lavori d'artigianato.
L'opera fu subito ammiratissima e venne copiata da numerosi pittori, con molti disegni di particolari che ci sono pervenuti.
La pala restò nella chiesa fino al 1810, quando venne rubata. Poco dopo un privato la rivendette alla Galleria dell'Accademia, da cui venne poi trasferita agli Uffizi.

## Descrizione e stile

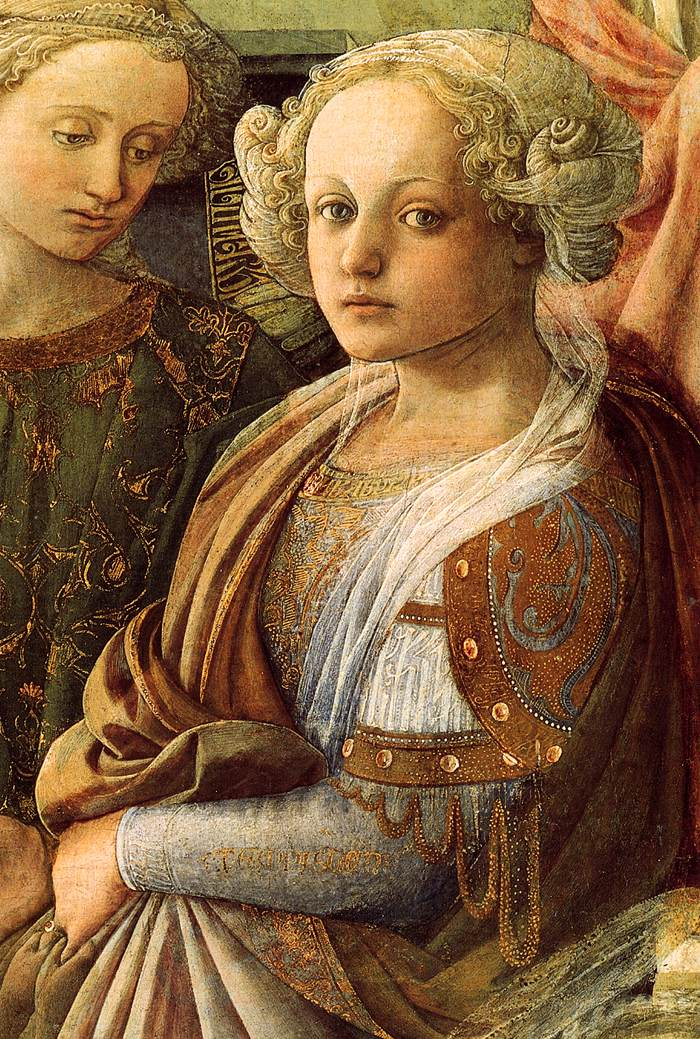
Dettaglio

La Pala è composta da un unico grande pannello diviso però in alto da tre archi, che riprendono la forma tradizionale del trittico. Due tondi si trovano tra gli archetti e raffigurano l'Angelo annunciante e la Vergine Annunziata.
La scena principale rappresenta uno scenografico affollamento di figure, tra angeli, santi e personaggi biblici, che sono ritratti in atteggiamenti vari ed informali e con le fisionomie fortemente caratterizzate, come veri e propri ritratti.
La scena è ambientata, come di consueto, in paradiso, ma Lippi non usa più l'arcaico fondo oro, ma un cielo a strisce che ricorda i sette cieli. Al centro in alto si trova in posizione dominante Dio Padre e la Madonna inginocchiata che sta per essere incoronata, entro un grandioso trono marmoreo costruito in prospettiva, con la nicchia a conchiglia (ripetuta anche in fondo ai braccioli) tanto cara al pittore. La presenza di Dio al posto di Cristo, figura tradizionale dell'iconografia, sottolinea la nascita di Maria senza peccato originale.
Quattro angeli reggono un nastro dorato, mentre al livello inferiore si trovano una serie di santi inginocchiati, su una pedana che li separa dai due gruppi di angeli e santi, a destra ed a sinistra, ispirati ai cori affollati di opere tradizionali più antiche, come l'Incoronazione della Vergine di Lorenzo Monaco.
I bordi della pedana creano un triangolo prospettico che ha il vertice sulla testa della Vergine e il minore affollamento del centro rispetto ai lati dà maggiore enfasi ai personaggi principali. Tra le figure al centro si riconoscono la Maddalena, san Lorenzo o, in posizione preminente, sant'Eustachio, titolare di uno dei più importanti altari della chiesa, con i due figli (Teofisto e Agapio) e la moglie Teofista, rappresentata con un volto estremamente dolce e aggraziato che guarda lo spettatore, come se fosse l'interlocutrice ideale per le ricche nobildonne fiorentine che frequentavano la chiesa: tradizionalmente Eustachio e la moglie sarebbero i ritratti del banchiere proprietario dell'altare a destra dell'altare maggiore e della sua consorte. Un altro santo riconoscibile dall'iscrizione nelle decorazioni della veste vescovile è Martino di Tours, che ebbe un'esperienza eucaristica simile a quella del miracolo di Sant'Ambrogio (durante una messa gli si manifestò Cristo nella sua figura non celato sotto le specie consacrate). Dietro Martino si trova Giobbe. 
Questi personaggi, tutti privi di aureola, sono schiacciati, perché il Lippi, grande conoscitore delle regole ottiche della prospettiva, creò un'opera per essere vista dall'alto, dai coretti delle monache del convento di Sant'Ambrogio da dove assistevano alla messa senza essere viste dal pubblico sottostante.
Effetti di grande disinvoltura spaziale sono le due figure tagliate dal bordo (un angelo e un monaco) che sottintendono uno spazio allargato, contrariamente alle convenzioni della scuola toscana dell'epoca che rappresentavano uno spazio finito e ordinato dove tutto era mostrato. Inginocchiati ai lati si trovano a destra il committente, davanti a un cartiglio retto da un angelo con scritto IS PERFECIT OPUS ("costui portò a termine l'opera"), mentre a sinistra si trova un autoritratto di Filippo Lippi in abito da monaco carmelitano qual era, che guarda verso lo spettatore secondo la tipologia di auto-raffigurazione suggerita da Leon Battista Alberti nei suoi trattati.
In piedi ai lati si trovano i due santi titolari della chiesa e della cappella: sant'Ambrogio (a sinistra, che ha il pastorale rovesciato, non essendo stato vescovo della diocesi fiorentina) e san Giovanni Battista (a destra).
L'austera e plastica monumentalità delle figure rivela lo studio delle opere di Masaccio, del quale il Lippi fu uno dei primi prosecutori, anche se in questa fase la sua pittura si era ormai orientata verso un maggiore senso della linea ritmica nei contorni, con una luce più avvolgente che, tramite il chiaroscuro più profondo, dà una maggiore morbidezza al rilievo dei personaggi.